# Tuomas Kaukolahti
Tuomas Kaukolahti (* 6. Mai 1994 in Helsinki) ist ein finnischer Leichtathlet, der sich auf den Dreisprung spezialisiert hat.

## Sportliche Laufbahn
Erste internationale Erfahrungen sammelte Tuomas Kaukolahti bei den Junioreneuropameisterschaften 2013 in Rieti, bei denen er mit einer Weite von 15,57 m den fünften Platz belegte. 2015 erreichte er bei den U23-Europameisterschaften in Tallinn mit 15,64 m Rang zehn und 2019 wurde er bei der Sommer-Universiade in Neapel mit 16,00 m Siebter. 2024 verpasste er bei den Europameisterschaften in Rom mit 15,79 m den Finaleinzug, wie auch bei den Halleneuropameisterschaften im Jahr darauf in Apeldoorn mit 15,71 m.
In den Jahren 2016 und 2024 wurde Kaukolahti finnischer Meister im Dreisprung im Freien sowie 2023 in der Halle.